# Roemer Visscher
Roemer Pieterszoon Visscher (Amsterdam, 1547 – aldaar begraven, 19 februari 1620) was een Nederlands graankoopman, de eerste Nederlandse assuradeur en dichter.
Roemer, genoemd naar zijn grootvader van moederskant, werd geboren in Amsterdam, en leerde Frans, Italiaans en Latijn. Roemer Visscher trouwde in 1583 (ondertrouw te Delft op 13 maart) met de Delftse brouwersdochter Aefgen Jansdochter (Onderwater). Hij handelde in graan op de Oostzee en op Archangelsk, soms in compagnie met Isaac le Maire. In 1593 gingen bij een scheepsramp op de Rede van Texel 44 volgeladen koopvaardijschepen verloren. Daarbij leed ook Visscher aanzienlijke schade en hij vernoemde zijn dochter naar die gebeurtenis Tesselschade.
Hij beoefende met vrienden, rederijkers als Coornhert en Spiegel de letteren en vormde in zijn woning op de Geldersekade de vermaarde kring, waarin jongeren hun leiding ontvingen. Twee van zijn dochters, Anna en Maria Tesselschade, waren eveneens betrokken bij de groep die in de negentiende eeuw de Muiderkring is gaan heten. Hij ontleende zijn poëzie aan Francesco Petrarca, Clément Marot en Pierre de Ronsard. Ook vertaalde hij gedichten van Catullus.
Hij was lid van de rederijkerskamer De Eglantier en rekende onder meer Hendrik Laurenszoon Spiegel en Jan van Hout tot zijn vrienden. In 1612 pas verscheen - buiten zijn medeweten - zijn eerste bundel Lof van de mutse ende van een blaeuwe scheen, met noch ander boerten en quicken. In 1614 liet hij zelf een vermeerderde en verbeterde uitgave van zijn werk verschijnen: Brabbeling. Het bestond uit quicken (puntdichten, deels naar Martialis), tuyters (sonnetten), jammertjens (elegieën), rommelsoo, raadsels en enkele grote gedichten. In 1614 verscheen ook zijn Sinnepoppen - een emblematabundel.
Het begraafboek van de Oude Kerk vermeldt: "Roemmer Vysker, wonende op dye Engelse kay in de Korendrager".

## Werk
- 't Loff vande mutse, ende van een blaeuwe scheen (Leiden, 1612);
- Sinnepoppen (Amst. z.j.; 2e dr., door zijn dochter Anna uitgegeven; 3e dr. Amst. 1614);
- Brabbeling (Amst. 1614. ald. 1669).
- Visscher werkte ook mee aan de Twe-spraeck van de Nederduitsche Letterkunst (Leiden, 2e dr. 1649) uitgegeven bij de Rederijkerskamer de Eglentier die als zinspreuk In liefde bloeyende voerde.

## Trivia
- Zijn portret van rond 1700 werd gevonden door Lieke van Deinsen als onderdeel van het Panpoëticon Batavûm, een kabinet met auteursportretten, gemaakt door Arnoud van Halen (1673-1732).[4]
- In Nederlands-Indië werd in 1905 de Roemer Visscher Vereeniging opgericht met verscheidene afdelingen voor opvang en ondersteuning van minvermogende bejaarde Nederlanders.[5]